# Erich Kundermann
Erich Kundermann (* 10. Januar 1903 in Berlin; † 13. September 1992 ebenda) war ein deutscher Politiker (KPD/SED).

## Leben
Kundermann, Sohn eines Gärtners, machte eine Lehre zum Gürtler und war später als Metallarbeiter tätig. 1918 trat er der Sozialistischen Arbeiter-Jugend und 1919 dem Deutschen Metallarbeiter-Verband bei. Seit 1923 war er Mitglied des Kommunistischen Jugendverbandes Deutschlands (KJVD) und der Kommunistischen Partei Deutschlands (KPD). Von 1925 bis 1929 war Kundermann Mitglied der KJVD-Bezirksleitung Berlin-Brandenburg, von 1927 bis 1929 zudem Mitglied des ZK des KJVD. Von 1925 bis 1933 war er bei der sowjetischen Handelsvertretung in Berlin angestellt. Von 1929 bis 1932 war er Mitglied der KPD-Bezirksleitung Berlin.
Im Oktober 1933 emigrierte Kundermann über die Tschechoslowakei in die Sowjetunion. In Moskau war er Kursant an der Internationalen Lenin-Schule. In den Jahren 1935 bis 1941 war er in verschiedenen Arbeitsbereichen tätig. Nach dem Überfall deutscher Truppen auf die Sowjetunion 1941 war Kundermann als Politinstrukteur der Roten Armee in verschiedenen Kriegsgefangenenlagern tätig. 1943 schloss er sich dem Nationalkomitee „Freies Deutschland“ an und war Lehrer an verschiedenen Antifa-Schulen, ab Ende 1944 Lehrer an der KPD-Schule in Moskau.
1945 kehrte Kundermann nach Deutschland zurück. 1946 wurde er Mitglied der Sozialistische Einheitspartei Deutschlands (SED). Von 1946 bis 1950 war er Leiter der Abteilung Personal (und Schulung) in der Landesinnenverwaltung bzw. im Ministerium für Innere Angelegenheiten des Landes Mecklenburg sowie Vorsitzender der Entnazifizierungskommission Mecklenburg.
Von 1950 bis 1955 war er im diplomatischen Dienst der DDR tätig und wirkte als Handelsattaché bzw. als Handelsrat in Warschau. Ab 1955 war Kundermann Mitarbeiter, dann stellvertretender Leiter und von 1958 bis 1961 schließlich Leiter des Sekretariats der Volkskammer.
Kundermann war verheiratet mit Aenne Kundermann, geborene Seufert (1907–2000).

## Auszeichnungen
- Vaterländischer Verdienstorden in Silber (1968) und in Gold (1975 und 1983)
- Ehrenspange zum Vaterländischen Verdienstorden in Gold (1988)